# 德斯蒙·法默
德斯蒙·肯雅塔·法默（英語：Desmon Kenyatta Farmer，1981年10月7日—），美国NBA联盟前职业篮球运动员。